# Фюн
Фюн (дан. Fyn) вимовляється як [ˈfyˀn] — острів Данії, другий за площею після Зеландії. Площа — 2976 км². Населення близько 445 тисяч осіб.
Береги низькі. Рельєф — моренна рівнина з пагорбами заввишки до 131 м. Сполучений двома мостами через протоку Малий Бельт з півостровом Ютландія (Міст Малий Бельт (1935) і Міст Малий Бельт (1970) і мостом через протоку Великий Бельт з островом Зеландія (Міст Великий Бельт) (насправді це два послідовні мости, між якими знаходиться невеликий острів Спрогьо у центрі протоки). А також тунелем з островом Зеландія.
Головне місто острова Фюн — Оденсе.